# Phyllonorycter loxozona
Phyllonorycter loxozona är en fjärilsart som först beskrevs av Edward Meyrick 1936.  Phyllonorycter loxozona ingår i släktet guldmalar, och familjen styltmalar.
Artens utbredningsområde är:
- Kenya.
- Uganda.

Inga underarter finns listade i Catalogue of Life.